# Аль-Аджами, Мохаммед
Мохаммед аль-Аджами — катарский поэт. Почётный член PEN American Center.

## Биография
Родился 24 декабря 1975 года. Писал под псевдонимом ибн аль-Диб.
24 августа 2010 года аль-Аджами прочёл перед группой слушателей стихотворение собственного сочинения, в котором содержалась критика эмира Катара. Один из присутствующих записал выступление аль-Аджами и выложил запись на Ютуб. В январе 2011 года аль-Аджами написал стихотворение «Тунисский жасмин», посвящённое революции в Тунисе, в этом стихотворении содержалась строка: «Мы все тунисцы перед лицом репрессивной элиты».
17 ноября 2011 года поэт был арестован, ему были предъявлены обвинения в оскорблении эмира Катара и призывам к свержению власти. 29 ноября 2012 года суд первой инстанции приговорил аль-Аджами к пожизненному заключению. Адокат Мохамеда аль-Аджами, Наджиб ан-Нуайми, подал апелляцию. 25 февраля 2013 года апелляционный суд сократил срок заключения поэта до 15 лет.

## Международная реакция

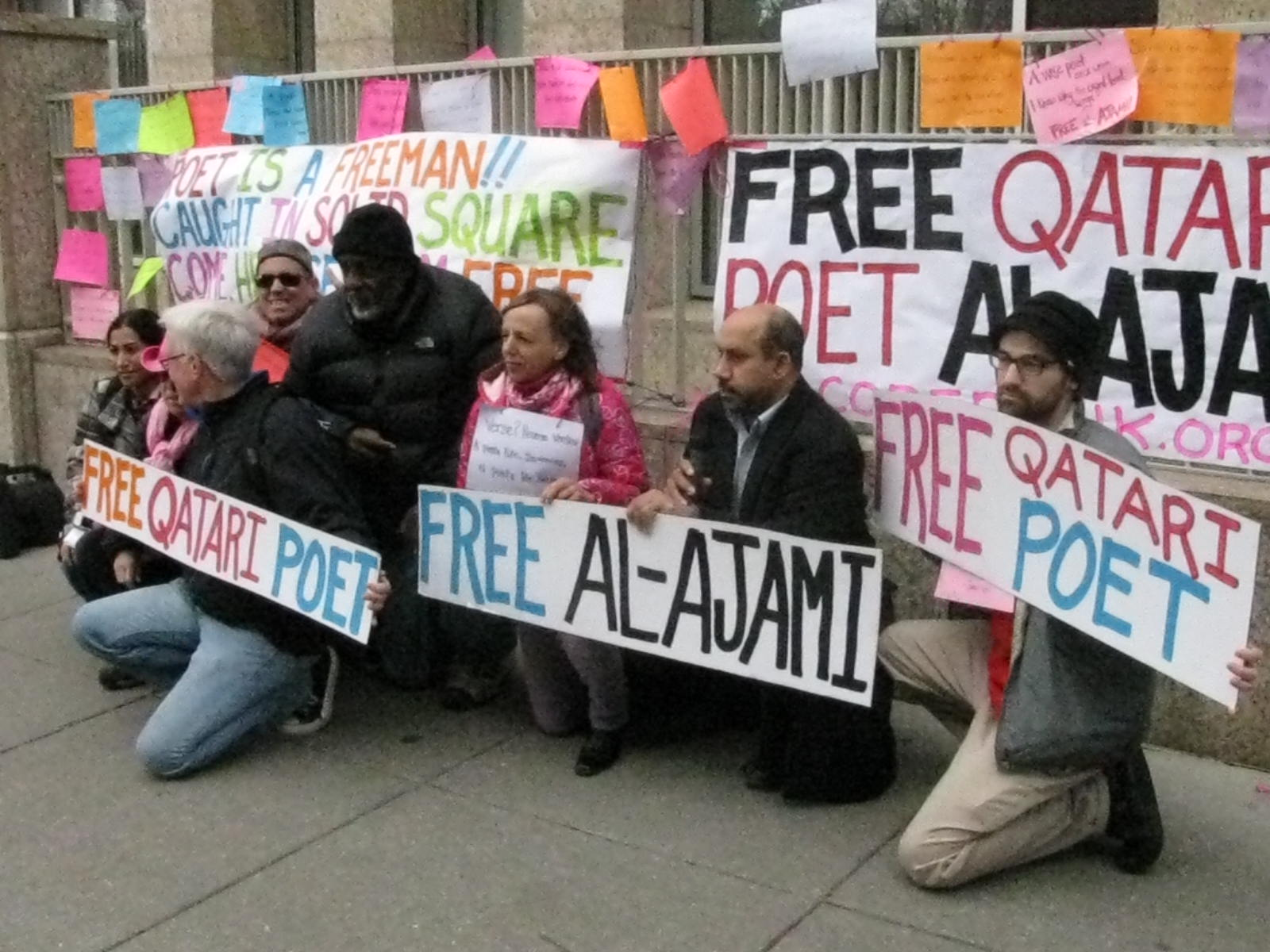
Демонстрация в поддержку поэта перед посольством Катара в США

Правозащитная организация «Human Rights Watch» осудила арест аль-Аджами, а также заявила, что власти Катара нарушают право на свободу слова. Amnesty International заявила, что считает аль-Аджами узником совести и призвала власти Катара немедленно освободить его. PEN International заявила, что заключение аль-Аджами в тюрьму является нарушением права на свободу выражения, закреплённого статьёй 19 Международного пакта о гражданских и политических правах

## Личная жизнь
Женат, четверо детей.